# Si muero antes de despertar
Si muero antes de despertar es una película argentina de suspenso en blanco y negro dirigida por Carlos Hugo Christensen con la participación, entre otros, de los actores Néstor Zavarce, Blanca del Prado, Floren Delbene y Homero Cárpena. La película fue estrenada el 29 de abril de 1952 y el guion pertenece a Alejandro Casona basado en un cuento de Cornell Woolrich (William Irish). 
En una encuesta de las 100 mejores películas del cine argentino llevada a cabo por el Museo del Cine Pablo Ducrós Hicken en el año 2000, la película alcanzó el puesto 40. En una nueva versión de la encuesta organizada en 2022 por las revistas especializadas La vida útil, Taipei y La tierra quema, presentada en el Festival Internacional de Cine de Mar del Plata, la película alcanzó el puesto 31.

## Sinopsis
En el curso de una travesura un niño de unos 11 años obtiene un dato sobre la identidad de un secuestrador de niñas que actúa en la vecindad pero no quiere revelárselo a su padre, un policía, para no confesar su propia falta y ello pone en riesgo su vida. 

## Reparto
- Néstor Zavarce ... Lucho Santana
- Blanca del Prado ... Madre de Lucio
- Floren Delbene ... Inspector Santana
- Homero Cárpena ... Corruptor
- Enrique de Pedro ... Director
- Virginia Romay ... Maestra
- Marisa Núñez ... Maestra
- María A. Troncoso ... Julia
- Marta Quintela ... Alicia

## Génesis de la película
Christensen llevó unos relatos de William Irish a los Estudios San Miguel y allí aceptaron filmarlos con la condición de que el propio realizador se ocupara de tramitar los derechos, por lo que voló a Nueva York y los logró por poco dinero. La adaptación se encargó a Alejandro Casona, un dramaturgo español exiliado en Buenos Aires desde el fin de la Guerra Civil, con la intención de filmar un largometraje en tres episodios, pero luego se vio que uno de ellos quedó demasiado largo, por lo cual se rodó una película separada titulada Si muero antes de despertar que se estrenó un poco antes, en tanto los otros dos integrarían No abras nunca esa puerta.

## Críticas
En su crónica el cronista King escribió: "logrado suspenso … hay en el filme una excelente realización (respaldada por la calidad de la fotografía) un logrado clima de expectación y ansiedad." en tanto para Manrupe y Portela el filme es "de las mejores obras de suspenso en la historia del cine argentino, a pesar de un protagonista fuera del tipo y edad, la atmósfera sombría del relato parece dar vía libre a Christensen para mostrar su catálogo de negritudes. Las escenas de violencia con los chicos son de vigor y ferocidad inigualados. Los momentos familiares, sinceros en su simpleza. La fotografía de Pablo Tabernero, excelente. También puede verse como un estudio sobre los miedos de la niñez incluyendo una secuencia onírica.
En su estudio sobre el director, Carlos A. García escribió:

"En la primera parte de la película se nos muestra el mundo cotidiano del chico. Se percibe la intención de describir ese mundo como un pequeño paraíso, pero al mismo tiempo se destaca el aspecto siniestro (en todos los sentidos del término) del mismo. En primer lugar, el ámbito de la escuela: los chicos son continuamente encuadrados a través de abarrotes o puertas enrejadas, en composiciones que legítimamente pueden ser calificadas de expresionistas. La oración en el pizarrón, que los chicos deben copiar en sus cuadernos; las maestras y maestros intachables; el juramento infantil que compromete al héroe por el resto de sus días; las rondas; los guardapolvos blancos; las pesadas columnas y los macizos árboles -que parecen extender sus brazos protectores- son decididamente opresivos. Por fuera de las rejas que delimita la escuela, aguarda la bestia. En la casa, poblado de sombras, la empalagosa dulzura de la madre y la severidad blanda y ridícula del padre. Y la barranca, cuyos entrecruzados senderos recorren habitualmente los personajes. Más allá –siempre vista por entre los barrotes que marcan los límites del lugar- la zona baja, desconocida, de donde surge la bestia. Nunca he visto en el cine argentino algo tan agobiante y represivo como este simulacro de paraíso infantil visto en verdad con una prisión o un infierno.

Por su parte el crítico de La Nación destaca que "sobresalen las actuaciones del niño Néstor Zavarce, Floren Delbene, Homero Cárpena, y los exteriores rodados en el barrio de San Isidro, por el director de fotografía Pablo Tabernero."
Fernando Martín Peña escribió:

«La infancia traumatizada es un tema recurrente en la obra
del director…pero nunca alcanzó el grado de violencia que despliega en este film, dominado por la presencia de un asesino de niñas. Encarnación del “cuco” en su versión más siniestra, el lunático que interpreta aquí Homero Cárpena no sólo tiene un aspecto aterrador sino que además niega a Dios y carece de los rasgos humanos que poseían otros colegas suyos, como Peter Lorre en M, de Fritz Lang, o Nathán Pinzón en El vampiro negro de Viñoly Barreto. Una diferencia esencial…es que Christensen no quiso hacer exactamente un policial sino más bien un equivalente contemporáneo de los cuentos infantiles clásicos, que en sus versiones originales estaban llenos de elementos terroríficos o por lo menos truculentos. La decisión de mantener la perspectiva infantil para casi todo el relato permite a Christensen ubicarse en la difícil frontera entre lo cotidiano y lo sorprendente, evocando un tono de fantasía a través de los recursos formales pero sin que por ello la amenaza que se cierne sobre los protagonistas pierda su peso real.»

## Pérdida y recuperación de la copia
El negativo original de este filme, en avanzado estado de descomposición, estaba en la colección Turner, donada al INCAA en 2012, por lo que la mayor parte del faltante del negativo fue completada por la especialista Marina Coen partiendo de una copia positiva incompleta en tanto un fragmento del sonido e recuperó de una copia en 16mm. conservada por la Filmoteca Buenos Aires. La Film Noir Foundation financió el tiraje de un nuevo master de preservación para salvaguardar el filme en su formato original.